# Пейскер, Ян
Ян Пейскер (25 мая 1851, Вопоржан — 29 мая 1933, Прага) — австро-венгерский и чехословацкий историк права, библиограф и педагог, директор университетской библиотеки в Граце и профессор социальной и экономической истории в Праге.

## Биография
Среднее образование получил в гимназии в Писке и в реальной гимназии в Таборже, которую окончил в 1870 году. С 1870 по 1874 год изучал историю и славистику в Пражском университете. С 1874 года работал в университетской библиотеке в Праге, откуда в 1891 году перешёл в университетскую библиотеку в Граце. В 1892 году получил докторскую степень в университете Граца, в 1901 габилитировался, после чего был преподавателем социальной и экономической истории. С 1910 по 1919 год состоял директором университетской библиотеки в Граце. С 1919 по 1921 год был профессором в Пражском университете.
Значительная часть его научных трудов посвящена истории чешского права. Главные работы (в основном писал на чешском языке): «Místopisná Studie» (1883), «Pomezny hvozd» (1885), «Zádruha na Prachensku», «Libušin Súd a zádruha prachenská» (1889), «Die Knechtschaft in Bömen» (1890), «Počátkové dĕjepisu sociálního» (1894), «О slovanském pluhu» (1896), «О staroslovinské żupĕ» (1897), «О srbské zádruze» (1900; последние три вышли и на немецком языке: «Forschungen zur Social- und Wirtschaftgeschichte der Slawen»).
После смерти был кремирован. В 1956 году его прах был перезахоронен на Ольшанском кладбище в саркофаге  П. Й. Шафарика.